# Ханес Алвен
Ханес Олоф Јеста Алвен (швед. Hannes Olof Gösta Alfvén, 30. мај 1908. — 2. април 1995) био је шведски физичар, који је 1970. године добио Нобелову награду за физику „за фундаментални рад и открића у магнетној хидродинамици што је омогућило огромну примену разних области физике плазме”.